# 下石橋愛宕塚古墳
下石橋愛宕塚古墳（しもいしばしあたごづかこふん）は、栃木県下野市下石橋にあった古墳。形状は帆立貝形古墳。しもつけ古墳群（うち石橋・薬師寺地域）を構成した古墳の1つ。現在では墳丘はほぼ失われている。

## 概要
| 古墳名           | 形状         | 規模      | 築造時期 | 史跡指定 |
| ---------------- | ------------ | --------- | -------- | -------- |
| 横塚古墳         | 前方後円墳   | 墳丘長52m | 6c後半   | （消滅） |
| 御鷲山古墳       | 前方後円墳   | 墳丘長83m | 6c後半   | なし     |
| 下石橋愛宕塚古墳 | 帆立貝形古墳 | 墳丘長84m | 6c末     | （消滅） |
| 多功大塚山古墳   | 方墳         | 一辺54m   | 7c中     | 町史跡   |

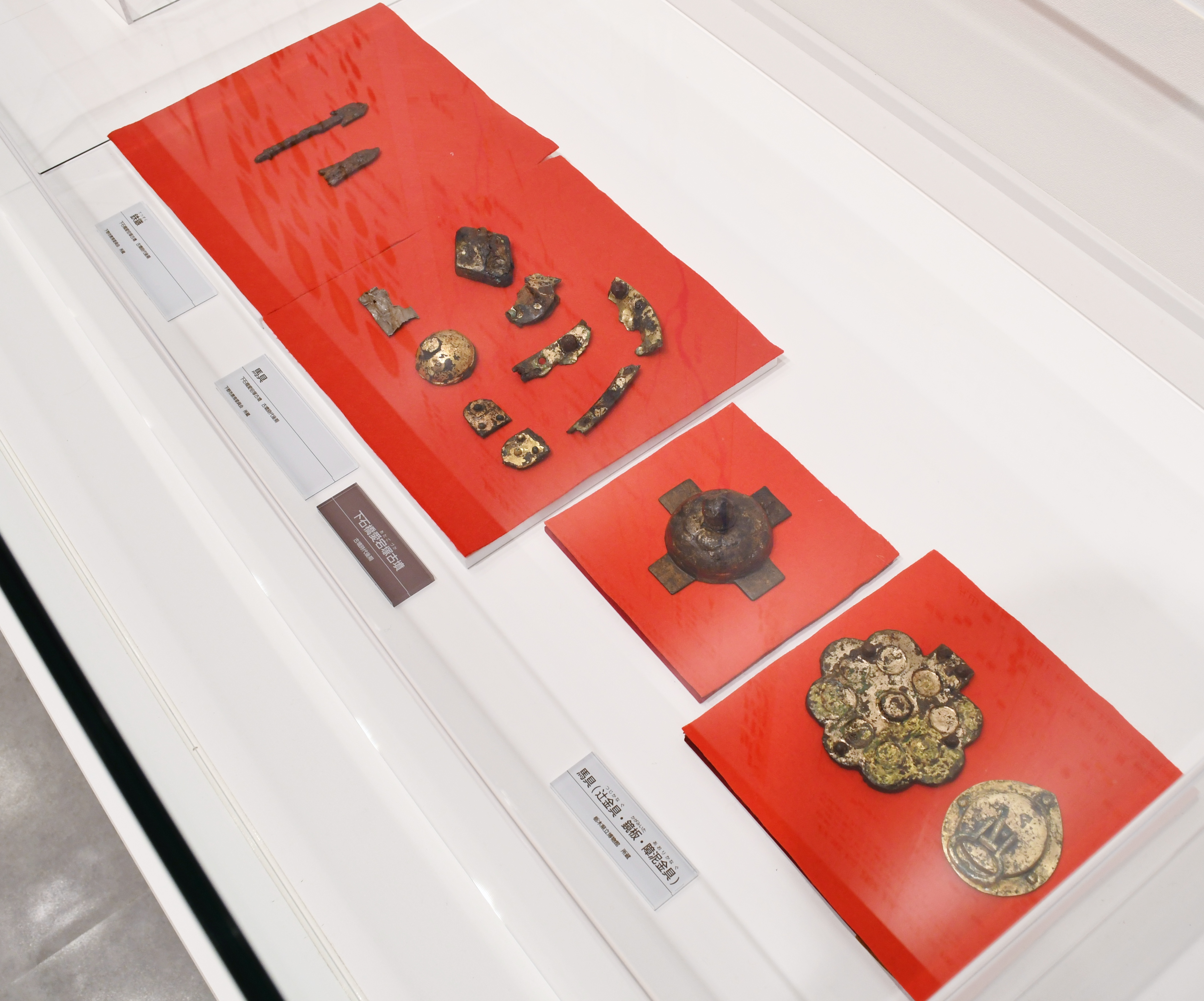
出土品しもつけ風土記の丘資料館展示。

栃木県南部、姿川と田川に挟まれた台地上に築造された古墳である。東北本線・東北新幹線の建設工事に伴って現在では墳丘のほとんどが失われており、そのうち東北新幹線の工事の際に発掘調査が実施されている。
墳形は前方部が短小な帆立貝形の前方後円形で、前方部を南方向に向けた。墳丘は3段築成で、1段目は帆立貝形であるが、2・3段目は円形である。特に1段目は平坦な基壇状を呈し、下野地域特有の「下野型古墳」の特徴を示す。墳丘表面で埴輪は認められていないが、須恵器大甕が検出されている。墳丘周囲には周溝が巡らされ、周溝を含めた古墳全体としては約112メートルにおよぶ。埋葬施設は横穴式石室で、南方向に開口した。玄室・前室・羨道からなる複室構造の石室と見られ、玄室・前室には凝灰岩が使用され、羨道は川原石の小口積みによって構築される。石室内からは、副葬品として馬具（金銅製の鞍金具、鉄地金銅張の轡・辻金具・鏡板・杏葉・大型雲珠・鞖・鉸具）などが検出されている。築造時期は古墳時代後期の6世紀末頃と推定される。
現在では石室石材の凝灰岩が愛宕神社に移設されている。

## 遺跡歴
- 明治期、東北本線建設工事に伴う墳丘分断。
- 1972年（昭和47年）、東北新幹線建設工事に伴う発掘調査（栃木県教育委員会、1973年に報告書刊行）。

## 関連施設
- しもつけ風土記の丘資料館（下野市国分寺） - 下石橋愛宕塚古墳の出土品等を保管・展示。

## 関連文献
（記事執筆に使用していない関連文献）
- 『下石橋愛宕塚古墳（栃木県埋蔵文化財報告書 第9集）』栃木県教育委員会・日本国有鉄道、1973年。
- 中山真理「下石橋愛宕塚古墳出土の須恵器大甕について(1)」『栃木県立博物館研究紀要 人文』第35号、栃木県立博物館、2018年、58-53頁。
- 中山真理「下石橋愛宕塚古墳出土の須恵器大甕について(2)」『栃木県立博物館研究紀要 人文』第37号、栃木県立博物館、2020年、56-49頁。